# NGC 7095
NGC 7095 is een spiraalvormig sterrenstelsel in het sterrenbeeld Octant. Het hemelobject werd op 21 september 1837 ontdekt door de Britse astronoom John Herschel.

## Synoniemen
- ESO 27-1
- FAIR 353
- IRAS 21457-8145
- PGC 67546